# Classe Boyne (1810)
Pour les autres classes de navires du même nom, voir Classe Boyne.
La classe Boyne est une classe de deux vaisseaux de ligne de 2e rang armés de 98 canons, conçue pour la Royal Navy.

## Les unités de la classe
| classe Neptune | classe Neptune               | classe Neptune  | classe Neptune   | classe Neptune | classe Neptune |
| Nom            | chantier naval               | commande        | Lancement        | fin            | Tableau        |
| -------------- | ---------------------------- | --------------- | ---------------- | -------------- | -------------- |
| HMS Boyne (en) | chantier naval de Portsmouth | 25 juin 1801    | 3 juillet 1810   | démoli en 1861 |                |
| HMS Union (en) | chantier naval de Plymouth   | 13 juillet 1801 | 16 novembre 1811 | démoli en 1833 |                |

## Sources et bibliographie
- (en) Cet article est partiellement ou en totalité issu de l’article de Wikipédia en anglais intitulé « Boyne class ship of the line (1810) » (voir la liste des auteurs).
- (en) Brian Lavery, The Ship of the Line, vol. 1 : The Development of the Battlefleet 1650-1850, Conway Maritime Press, 2003 (ISBN 0-85177-252-8)